# Символическая ссылка
Символическая («мягкая») ссылка (также «симлинк», от англ. Symbolic link) — специальный файл, содержащий путь к другому файлу. При обращении к символьной ссылке происходит перенаправление на указанный файл.
Ссылка может быть направлена на различные объекты: другую ссылку, файл, директорию или даже на несуществующий файл. Попытка открыть такой файл приведет к возникновению сообщения об ошибке. Сама ссылка, указывающая на несуществующий файл, называется «недействующей» или «битой».
Символические ссылки используются для более удобной организации структуры файлов на компьютере, так как:
- позволяют для одного файла или каталога иметь несколько имён и различных атрибутов;
- свободны от некоторых ограничений, присущих жёстким ссылкам (последние действуют только в пределах одной файловой системы (одного раздела) и не могут ссылаться на каталоги).

## UNIX-подобные операционные системы
```
ln
 -s файл имя_ссылки
# Создаётся «символическая ссылка (symbolic link)
```

Даже если при создании символической ссылки (используя ключ «-s») обозначаемый «файл» окажется несуществующим, символическая ссылка всё равно будет создана (с именем «имя_ссылки»).

## Операционные системы Microsoft «Windows»
В операционных системах «Windows» (корпорация Microsoft) доступны два вида символических ссылок:
1. Точка соединения (junction point, символическая связь)
2. Символическая ссылка (symbolic link)

### Точка соединения (junction point, символическая связь)
Доступна начиная с Windows 2000 (используется файловая система NTFS 3.0). Может указывать только на каталоги.
Команда: linkd («Microsoft Windows Resource Kit»).
Также для этих целей служит утилита junction от Марка Руссиновича.

### Символическая ссылка (symbolic link)
Доступна начиная с версии «Windows Vista». Может указывать и на файлы, и на каталоги.
Функция mklink (внутренняя команда командного интерпретатора) имеет следующий синтаксис вызова:
```
MKLINK [[/D] | [/H] | [/J]] ссылка назначение

        /D          Создание символической ссылки на каталог.
                    По умолчанию создаётся символическая ссылка на файл.
        /H          Создание жёсткой связи вместо символической ссылки.
        /J          Создание соединения для каталога.
        ссылка      Имя новой символической ссылки.
        назначение  Путь (относительный или абсолютный), на который ссылается новая ссылка.

```

В файловом менеджере FAR ссылки создаются сочетанием клавиш Alt+F6.
В файловом менеджере Total Commander ссылки могут быть созданы с помощью утилит («NTLinks Maker», «NTFS Links»), вызываемых с помощью кнопки на панели инструментов или по заданному сочетанию клавиш. Второй способ:
- создать в удобном месте текстовый файл mklinkfile.cmd с текстом mklink %1 %2
- создать там же файл mklinkdir.cmd с текстом mklink /d /j %1 %2
- создать там же файл mklinkhard.cmd с текстом mklink /h %1 %2
- создать три кнопки в панели кнопок:
  - Команда - пути к этим файлам
  - Параметры - "%M" %t%m - одинаково для всех трёх
  - Файл значка - wcmicons.dll - одинаково для всех трёх
  - значок № 70 "красная звёздочка с двумя значками файлов"
  - значок № 71 "красная звёздочка с двумя значками папок"
  - значок № 72 "красная звёздочка с двумя значками файлов на папке"
  - Подсказка - Симлинк файл
  - Подсказка - Симлинк папка
  - Подсказка - Хардлинк файл

В программе Directory Opus команды создания ссылок различных типов назначаются, как пример, через правку контекстного меню «Drop Menu».